# Saeco
 (janvier 2018).
Saeco ou Saeco International, Groupe S.p.A, est une entreprise italienne spécialisée dans la fabrication de machines à café. La gamme s’étend sur les machines manuelles, les machines automatiques, les machines automatiques haut de gamme et les machines automatiques professionnelles
,[source insuffisante].

## Historique

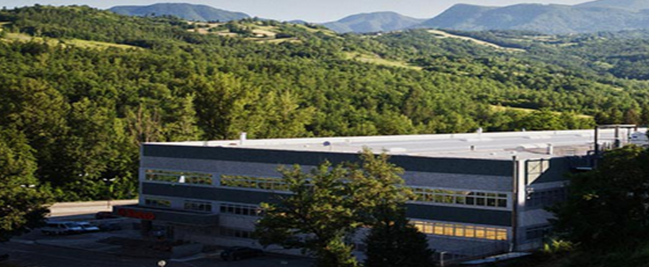
Usine Saeco à Gaggio Montano

### Fondation
Saeco est née en 1981 à Gaggio Montano, une petite ville des Apennins, au nord de l’Italie. Les deux fondateurs, Sergio Zappella et Arthur Schmed, souhaitaient permettre aux amateurs de café de préparer un vrai café italien chez eux.

### De 1985 à 2001

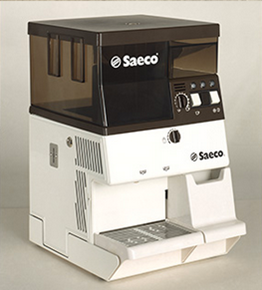
La première Saeco Superautomatica

En 1985, avec la technologie « bean-to-cup » (du grain à la tasse) Saeco lance les premières machines expresso entièrement automatiques destinées à un usage domestique, en collaboration avec l'entreprise suisse Solis[source insuffisante]. 
Entre 1989 et 2004, la société possède une équipe cycliste professionnelle italienne à son nom.
En 1994, Saeco met en place sur ses machines un système de plaque chauffante afin de préchauffer les tasses et garder le café chaud plus durablement.  
En 1996, le Cappuccinatore est lancé. Ce mousseur de lait automatique est doté d’un tube d’aspiration qui, inséré dans la carafe à lait, produit du lait mousseux pour cappuccino. 
En 1999, l’entreprise acquiert 60 % de Gaggia, une entreprise historique d’expresso. 
La même année, à la suite de la réorganisation, Saeco change de nom pour devenir Saeco International.      

### De 2004 à 2020
En 2004, l’entreprise renouvelle son approche stratégique et axe son activité principalement sur l’expresso. La marque lance alors la première machine expresso entièrement automatique équipée d’un écran tactile et d’un broyeur en céramique silencieux. Ce broyeur intelligent s’adapte à la taille de mouture du café sélectionné quel que soit le type de mélange. 
En 2009, le groupe Philips, leader mondial dans les secteurs du bien-être, des systèmes médicaux et de la technologie, rachète Saeco.
La même année, la marque remporte, grâce à la machine à café Syntia, deux prix Plus X Award dans les catégories haute qualité et simplicité d’utilisation.
En 2010, Saeco lance la machine à café Xelsis Digital ID, un modèle pouvant reconnaître les utilisateurs via un dispositif de reconnaissance d’empreintes digitales intégré. 
En 2014, la marque se lance sur le marché des cafetières connectées en présentant une nouvelle machine baptisée Philips Saeco GranBaristo Avanti. Cette machine à café se contrôle à distance via un appareil mobile, depuis une application dédiée. 

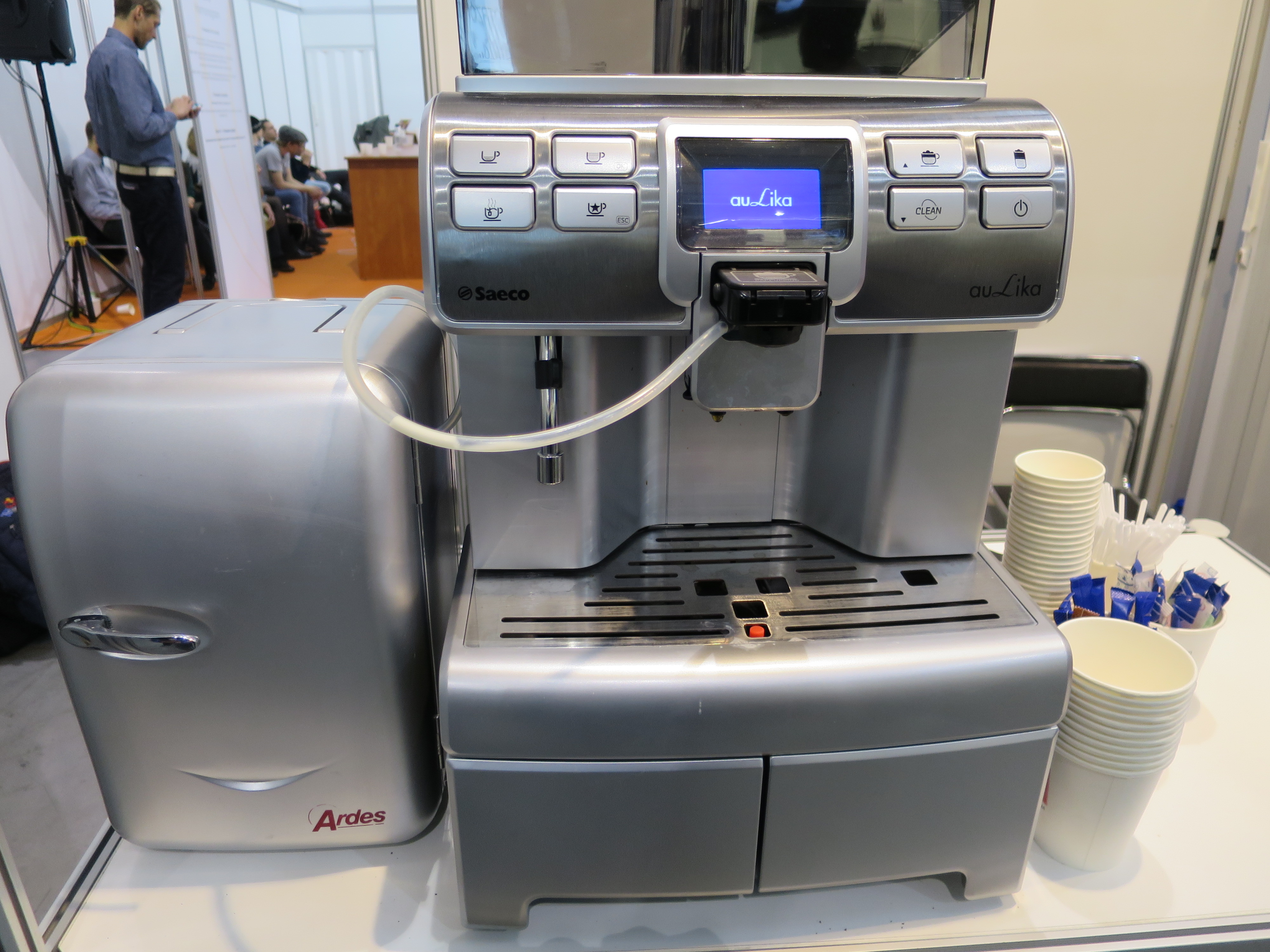
La machine professionnelle Saeco AuLika.

En 2017, Philips a vendu la division Saeco Professional (également avec la marque Gaggia) à N&W Global Vending SpA, une société italienne basée à Bergame, leader dans les distributeurs automatiques de boissons et de collations, née en 2000 de l'intégration de Necta et Wittenberg et contrôlée par un fonds américain, Lone étoiles. La production de machines à café professionnelles est réalisée sur le site historique de Gaggio Montano près de Bologne. La division des machines à café domestiques reste dans le groupe Philips. En novembre 2017, N&W change de nom pour Evoca Group.

### Aujourd'hui
Aujourd’hui, Saeco a pour mission de concevoir et de perfectionner des machines novatrices alliant la facilité d’utilisation et le savoir-faire italien. La société travaille donc à la fois avec des ingénieurs, des designers et des barista italiens expérimentés. 
Basée à la fois à Amsterdam, où se trouve le siège de Philips, et à Bologne, l’entreprise est présente sur les principaux marchés mondiaux avec 16 filiales en Europe, aux États-Unis, en Amérique latine, en Australie, et en Asie et un réseau de vente déployé dans plus de 60 pays. 
La marque est, à ce jour, la seule parmi les fabricants de machines à expresso automatiques destinées à usage automatique, à avoir obtenu la certification sensorielle accordée par le Centro Studi Assaggiatori (le Centre des Dégustateurs italiens), l'association de promotion des saveurs italiennes.